# Podium (österreichische Zeitschrift)
Die österreichische Literaturzeitschrift Podium vermittelt zeitgenössische Literatur aus Österreich und dem Ausland. Sie erscheint seit 1971 quartalsweise, seit 2000 als halbjährliches Doppelheft im Buchformat. Jedes Heft ist einem Thema oder der Literatur eines Landes gewidmet, zudem enthält es aktuelle Texte in der „Werkstatt“, Buchbesprechungen und (Foto-)Illustrationen.
Die Zeitschrift wird von der Kulturabteilung der Niederösterreichischen Landesregierung, vom Kulturamt der Stadt Wien und vom Bundeskanzleramt – Kunstsektion gefördert.
Die Gründung der Zeitschrift geht auf den Literaturkreis Podium zurück, eine 1970 im Schloss Neulengbach begründete literarische Initiative, deren Ziel es war, unter anderem durch Herausgabe einer Zeitschrift eine eigene Literaturplattform in Niederösterreich zu etablieren. Treibende Kräfte des Unternehmens waren Wilhelm Szabo, Alois Vogel und Alfred Gesswein.
In Erinnerung an den 1983 verstorbenen Gründer Alfred Gesswein vergab das Podium von 1993 bis 2009 alle zwei Jahre den mit 2000 Euro dotierten Alfred-Gesswein-Literaturpreis. Dem vielfältigen Werk des Namensgebers entsprechend wurde der Wettbewerb für unterschiedliche Sparten ausgeschrieben. Seit 2012 wird vom Literaturkreis Podium alle zwei Jahre der Alois-Vogel-Literaturpreis ausgeschrieben. Das Preisgeld von 7000 Euro (Stand 2018) wird von der Kulturabteilung des Landes Niederösterreich und vom Rotary Club Geras gestiftet. Preisträger sind: Carolina Schutti (2012), Armin Baumgartner (2014), Barbara Keller (2016), David Fuchs (2018).
2019 wurde dem Literaturkreis Podium der Sonderpreis des Niederösterreichischen Kulturpreises (Würdigungspreis) zuerkannt.
Seit den 1990ern veranstaltet das Podium eine sommerliche Lesereihe im traditionellen Wiener Café Prückel. 2023 endete die Veranstaltungsmöglichkeit im Café Prückel aufgrund einer Umstrukturierung des Betriebs mit der Dreißig-Jahr-Feier der Sommerlesereihe des Literaturkreises Podium.